# Ulla Pors Nielsen
Ulla Pors Nielsen (født 21. januar 1963) er en dansk journalist, der fra 2005 til 2010 var programchef for DR1.
Nielsen blev uddannet journalist fra Danmarks Journalisthøjskole i 1986 og var under uddannelsen i praktik på Politiken, hvor hun senere blev ansat. Hun kom i 1990 til TV 2 Nyhederne som reporter, og blev i 1994 TV 2's korrespondent i Washington D.C.. I 1998 blev hun redaktionschef med ansvar for bl.a. Go' aften Danmark og TV 2 Nyhederne. Hun skiftede til DR i 2005, hvor hun blev programchef for DR1.
1. januar 2011 forlader Ulla Pors Nielsen DR og vender tilbage til TV2, hvor hun skal være event- og udviklingschef for TV2 Nyhederne.